# Victory (razred ladij)
Victory ladje je bil razred tovornih ladij, ki so jih Američani množično gradili med 2. Svetovno vojno. Bazirane so na ladjah tipa Liberty, imajo pa močnejši motor, so malce večjih dimenzij, imajo večjo hitrost in doseg. Skupaj so zgradili 531 ladij tega razreda Victory, planiranih je bilo 631. 
Sprva so imele oznako EC2-S-AP1, EC2 = Emergency Cargo (nujen tovor), tip 2 = dolžina trupa med 400 in450 čevlji), S = steam propulsion (parni pogon), 1=en propeler. Ime "Victory" se uradno uporablja od 28. aprila 1943.
Victory ladje so bile 139 m dolge, 19 m široke z ugrezom 7,6 m. Nosilnost je bila 10 600 ton, izpodriv pa 15200 ton. 
Hitrost plovbe je bila 15 do 17 vozlov (28 do 31 km/h), 4-6 vozlov hitreje od Liberty. 
Na voljo so bili različni tipi pogona, batni parni stroj, parna turbina in dizelski motor. Moč motorja je bil med 6000 in 8500 KM (4,5 - 6 MW). Večina je uporabljala parne turbine.
VC2-S-AP2,VC2-S-AP3 in VC2-M-AP4 so bile oborožene s 5 inčnim (127mm) topom na krmi za obrambo proti podmornicam in površinskim ladjam. Imele so še en 3 inčni top (na premcu) in 8 Oerlikon 20 mm topov za obrambo proti letalom. VC2-S-AP5 "Haskel" so imele štiricevni Bofors 40 mm top, štirkrat dvocevni Bofors 40 mm in en 20 mm top.